# Chandelle

Animación mostrando la Chandelle

La Chandelle es una maniobra aérea acrobática.

## Descripción
Consiste en un viraje ascendente de máximo rendimiento, normal pero exagerado, en el cual el avión vira 180° y pierde velocidad hasta llegar al borde la pérdida.
La técnica militar se diferencia del suave estilo de las escuelas civiles de vuelo por ser una posición muy extremada y por la rapidez de su realización. Aunque el objetivo de la chandelle es ganar altitud, a efectos de enseñanza es una maniobra beneficiosa en lo referente a coordinación, sensibilidad de la velocidad, planeamiento y sincronización.

## Pasos para ejecutar la Chandelle militar

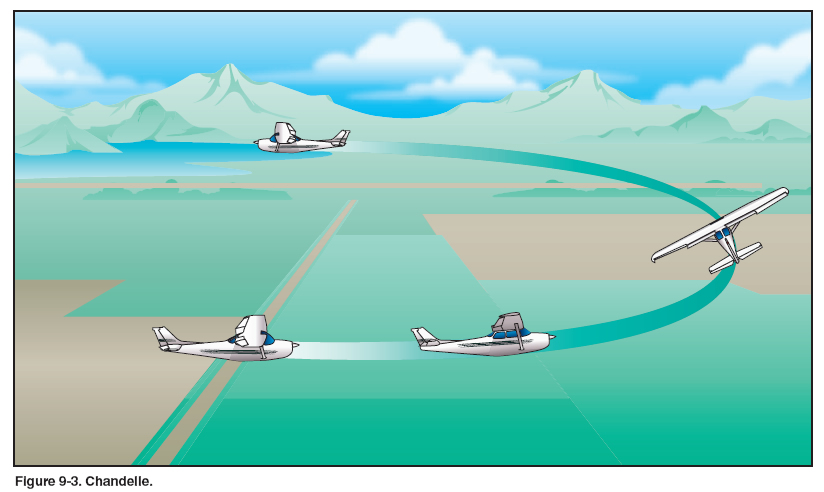

1. Un picado medio a una velocidad 10% por encima de la velocidad de crucero. Alinearse con la referencia en el suelo. Retrasar los gases para mantener las RPM de crucero.
2. Inclinar 35º de un modo coordinado. A la velocidad exacta de entrada, neutralizar los mandos e iniciar inmediatamente un rápido tirón de palanca hacia atrás.
3. El avión asciende describiendo una elipse por el horizonte manteniendo constante la inclinación. El acelerómetro debe indicar de 2,5 a 3 Gs.
4. La recuperación se inicia a los 90° de viraje, momento en el cual el avión debe estar a unos 30° sobre el horizonte. Se abren los gases a tope con suavidad, mientras se saca gradualmente la inclinación con movimientos coordinados de los mandos.
5. Se saca el viraje al rumbo opuesto, paralelo a la línea de referencia. Al mismo tiempo se nivelan los planos y la velocidad cae justo por encima de la velocidad de pérdida, con el morro ligeramente sobre el horizonte.[1]